# Penaphebia exigua
Penaphebia exigua is een haft uit de familie Leptophlebiidae. De wetenschappelijke naam van de soort is voor het eerst geldig gepubliceerd in 1983 door Domínguez & Pescador.